# NWA Americas Tag Team Championship
L'NWA Americas Tag Team Championship, nato come WWA Americas Tag Team Championship, è stato il titolo principale della categoria tag team della NWA Hollywood Wrestling, federazione affiliata alla National Wrestling Alliance (NWA) e attiva nel territorio di Los Angeles.
Il titolo fu attivo dal 1964 al 1982, quando il territorio cessò le attività.

## Storia
Il riconoscimento nacque originariamente nel 1964 come titolo della Worldwide Wrestlig Associates con il nome di WWA Americas Tag Team Championship. Nonostante il nome potesse suggerire che venisse difeso nell'intero continente, fu promosso principalmente nella California meridionale, renendolo di fatto un titolo di rilevanza regionale piuttosto che nazionale.  
Nel 1968 la Worldwide Wrestling Associates divenne un'affiliata della National Wrestling Alliance, cambiando il suo nome in NWA Hollywood e rinominando il titolo con l'aggiunta della dicitura NWA. Il titolo rimase attivo per tutta la durata della federazione, divenendo di fatto secondario quando fu adottata una versione locale del NWA World Tag Team Championship, e fu disattivato con la chiusura del territorio, nel dicembre 1982. 

## Albo d'oro
| Legenda  |                                                                               |
| -------- | ----------------------------------------------------------------------------- |
| #        | Indica il numero del regno titolato                                           |
| Regno    | Viene indicato il numero del regno del campione                               |
| Data     | La data in cui il titolo è stato vinto                                        |
| Località | Indica il luogo in cui il titolo è stato vinto                                |
| Note     | Indica notizie particolari riguardanti i cambi di titolo o altre informazioni |

### WWA Americas Tag Team Championship (1967-1968)
| #  | Campione                                   | Regno | Data              | Giorni | Località                   | Evento     | Note | Fonti |
| -- | ------------------------------------------ | ----- | ----------------- | ------ | -------------------------- | ---------- | --- | ----- |
| 1  | Édouard Carpentier e Ernie Ladd            | 1     | 1 febbraio 1964   | 26     | San Bernardino, California | House show | I due erano detentori del WWA International Television Tag Team Championship, che venne sostituito da questo titolo.                                                                                    |       |
| 2  | Al Costello e Roy Heffernan                | 1     | 27 febbraio 1965  | 61     | Bakersfield, California    | House show | | [ 2 ] |
| 3  | Alberto Torres e Ramon Torres              | 1     | 28 aprile 1964    | 93     | Long Beach, California     | House show | |       |
| 4  | The Destroyer e Hard Boiled Haggerty       | 1     | 30 luglio 1964    | 89     | Bakersfield, California    | House show | |       |
| 5  | Freddie Blassie e Mr. Moto                 | 1     | 27 ottobre 1964   | 7      | Long Beach, California     | House show | |       |
| 6  | The Destroyer e Hard Boiled Haggerty       | 2     | 3 novembre 1964   | 36     | Long Beach, California     | House show | |       |
| 7  | Édouard Carpentier (2) e Bob Ellis         | 1     | 9 dicembre 1964   | 89     | Los Angeles, California    | House show | |       |
| 8  | Karl Von Stroheim e Kurt Von Stroheim      | 1     | 8 marzo 1965      | 66     | Los Angeles, California    | House show | I Von Stroheim persero una difesa titolata contro Pedro Morales e Luis Hernandez il 24 aprile 1965 a San Bernardino, ma il giorno seguente i Von Stroheim difesero regolarmente i titoli a Los Angeles. |       |
| 9  | Assassin #1 e Assassin #2                  | 1     | 13 maggio 1965    | 87     | Los Angeles, California    | House show | | [ 3 ] |
| 10 | Luke Brown e Grizzly Smith                 | 1     | 8 agosto 1965     | 30     | Los Angeles, California    | House show | |       |
| 11 | Assassin #1 e Assassin #2                  | 2     | 7 settembre 1965  | 7      | Long Beach, California     | House show | |       |
| 12 | Luke Brown e Grizzly Smith                 | 2     | 14 settembre 1965 | 435    | Long Beach, California     | House show | Il cambio di titolo fu ripetuto due giorni dopo a Bakersfield. |       |
| 13 | Luke Graham e Gorilla Monsoon              | 1     | 23 novembre 1966  | 61     | Los Angeles, California    | House show | |       |
| 14 | El Mongol e Gorilla Monsoon (2)            | 1     | 23 gennaio 1967   | 17     | Los Angeles, California    | House show | Sconfiggendo Luke Graham e Moondog Mayne. |       |
| 15 | Thunderbolt Patterson e Alberto Torres (2) | 1     | 9 febbraio 1966   | 68     | Los Angeles, California    | House show | |       |
| 16 | Buddy Austin e El Mongol (2)               | 1     | 18 aprile 1966    | 67     | Los Angeles, California    | House show | |       |
| 17 | Luis Hernandez e Pedro Morales             | 1     | 24 giugno 1966    | 126    | Los Angeles, California    | House show | |       |
| 18 | El Shereef e Hard Boiled Haggerty (3)      | 1     | 28 ottobre 1966   | 43     | Los Angeles, California    | House show | |       |
| 19 | Mark Lewin e Pedro Morales (2)             | 1     | 10 dicembre 1966  | 24     | Los Angeles, California    | House show | |       |
| 20 | El Shereef (2) e Hard Boiled Haggerty (4)  | 2     | 3 gennaio 1967    | 38     | Los Angeles, California    | House show | |       |
| 21 | Pedro Morales (3) e Ricky Romero           | 1     | 10 febbraio 1967  | 98     | Los Angeles, California    | House show | | [ 4 ] |
| 22 | Mike DiBiase e Killer Karl Kox             | 1     | 19 maggio 1967    | 30     | Los Angeles, California    | House show | |       |
| 23 | Kim Il e Mr. Moto (2)                      | 1     | 18 giugno 1967    | 11     | Los Angeles, California    | House show | |       |
| 24 | Pedro Morales (4) e Ricky Romero (2)       | 2     | 29 giugno 1967    | 1      | Los Angeles, California    | House show | |       |
| 25 | Mike DiBiase (2) e Karl Gotch              | 1     | 30 giugno 1967    | --     | Los Angeles, California    | House show | |       |
| —  | Vacante                                    | —     | settembre 1967    | —      | —                          | —          | Il titolo fu reso vacante in seguito ad un finale controverso di una difesa titolata contro Pedro Morales e Victor Rivera.                                                                              |       |
| 26 | Pedro Morales (5) e Victor Rivera          | 1     | 29 luglio 1967    | 7      | San Bernardino, California | House show | Vincendo uno spareggio per riassegnare il titolo vacante. |       |
| 27 | Mike DiBiase (3) e Karl Gotch (2)          | 2     | 5 agosto 1967     | 28     | San Bernardino, California | House show | |       |
| 28 | Pedro Morales (6) e Victor Rivera (2)      | 2     | 2 settembre 1967  | 18     | Los Angeles, California    | House show | |       |
| 29 | Buddy Austin (2) e Freddie Blassie (2)     | 1     | 20 settembre 1967 | 72     | Los Angeles, California    | House show | |       |
| 30 | Pedro Morales (7) e Antonio Pugliese       | 1     | 1 dicembre 1967   | 14     | Los Angeles, California    | House show | |       |
| 31 | Buddy Austin (3) e Freddie Blassie (3)     | 2     | 15 dicembre 1967  | 141    | Los Angeles, California    | House show | |       |
| 32 | Medic I e Medic II                         | 1     | 4 maggio 1968     | 187    | Los Angeles, California    | House show | |       |

### NWA Americas Tag Team Championship (1968-1982)
| #   | Campione                                  | Regno | Data              | Giorni | Località                   | Evento     | Note | Fonti  |
| --- | ----------------------------------------- | ----- | ----------------- | ------ | -------------------------- | ---------- | --- | ------ |
| 33  | Freddie Blassie (4) e Crybaby Cannon      | 1     | 7 novembre 1968   | --     | Bakersfield, California    | House show | Durante questo regno la WWA si affiliò con la National Wrestling Alliance, cambiando nome in NWA Hollywood e rinominando il titolo conseguentemente. |        |
| 34  | Medic I e Medic II                        | 2     | dicembre 1968     | --     | --                         | House show | |        |
| 35  | Paul Jones e Nelson Royal                 | 1     | 24 gennaio 1969   | 14     | Los Angeles, California    | House show | |        |
| 36  | Black Gordman e Pepper Gomez              | 1     | 7 febbraio 1969   | 36     | Los Angeles, California    | House show | | [ 5 ]  |
| 37  | The Black Angels                          | 1     | 15 marzo 1969     | 19     | San Bernardino, California | House show | |        |
| 38  | Alfonso Dantés e Mil Máscaras             | 1     | 3 aprile 1969     | 41     | Los Angeles, California    | House show | Il cambio di titolo fu ripetuto il 5 aprile a San Bernardino, quando il titolo venne annunciato come WWA Americas Tag Team Title.                    |        |
| 39  | Black Gordman (2) e Apache Bull Ramos     | 1     | 14 maggio 1969    | 7      | Los Angeles, California    | House show | |        |
| 40  | Alfonso Dantés (2) e Francisco Flores     | 1     | 21 maggio 1969    | 21     | Los Angeles, California    | House show | |        |
| 41  | Black Gordman (3) e Chris Markoff         | 1     | 11 giugno 1969    | 24     | Los Angeles, California    | House show | |        |
| 42  | Alfonso Dantés (3) e Mil Máscaras (2)     | 2     | 5 luglio 1969     | 19     | San Bernardino, California | House show | |        |
| 43  | Black Gordman (4) e Apache Bull Ramos (2) | 2     | 24 luglio 1969    | 37     | Los Angeles, California    | House show | |        |
| 44  | Medic I e Medic II                        | 3     | 30 agosto 1969    | --     | San Bernardino, California | House show | |        |
| —   | Vacante                                   | —     | ottobre 1969      | —      | —                          | —          | Il titolo fu reso vacante quando Medic II lasciò gli Stati Uniti per tornare in Messico.                                                             |        |
| 45  | Don Carson e Great Kojika                 | 1     | ottobre 1969      | --     | --                         | House show | |        |
| 46  | Pepe Lopez e Medico I (4)                 | 1     | 1 dicembre 1969   | 46     | Ventura, California        | House show | |        |
| 47  | Freddie Blassie (5) e Don Carson (2)      | 1     | 16 gennaio 1970   | --     | Los Angeles, California    | House show | |        |
| —   | Vacante                                   | —     | marzo 1970        | —      | —                          | —          | Il titolo fu reso vacante in seguito allo split dei campioni.                                                                                        |        |
| 48  | Pantera Negra e Tony Rocco                | 1     | 8 aprile 1970     | 65     | Los Angeles, California    | House show | In un torneo per riassegnare il titolo vacante, sconfiggendo Karl Helsinger e Kinji Shibuya in finale.                                               |        |
| 49  | Great Kojika (2) e John Tolos             | 1     | 12 giugno 1970    | 8      | Los Angeles, California    | House show | |        |
| 50  | Pantera Negra e Tony Rocco                | 2     | 20 giugno 1970    | --     | Los Angeles, California    | House show | |        |
| 51  | Great Kojika (3) e John Tolos (2)         | 2     | luglio 1970       | --     | --                         | House show | |        |
| 52  | Pantera Negra e Tony Rocco                | 3     | 15 luglio 1970    | 24     | Los Angeles, California    | House show | |        |
| 53  | Black Gordman (5) e Rocky Montero         | 1     | 8 agosto 1970     | 32     | San Diego, California      | House show | |        |
| 54  | Rocky Johnson e Earl Maynard              | 1     | 9 settembre 1970  | 8      | Los Angeles, California    | House show | |        |
| 55  | Medic I (5) e Medic II (4)                | 4     | 17 settembre 1970 | 23     | Bakersfield, California    | House show | |        |
| 56  | Black Gordman (6) e Goliath               | 1     | 10 ottobre 1970   | 17     | Bakersfield, California    | House show | |        |
| 57  | Medic I (6) e Medic II (5)                | 5     | 27 ottobre 1970   | 30     | San Diego, California      | House show | |        |
| 58  | Black Gordman (7) e Goliath (2)           | 2     | 26 novembre 1970  | 50     | Bakersfield, California    | House show | |        |
| 59  | Mil Máscaras (3) e Ray Mendoza            | 1     | 15 gennaio 1971   | 14     | Bakersfield, California    | House show | |        |
| 60  | Black Gordman (8) e Goliath (3)           | 3     | 29 gennaio 1971   | 98     | Los Angeles, California    | House show | |        |
| 61  | Masa Saito e Kinji Shibuya                | 1     | 7 maggio 1971     | 14     | Los Angeles, California    | House show | |        |
| 62  | Black Gordman (9) e Goliath (4)           | 4     | 21 maggio 1971    | 98     | Los Angeles, California    | House show | |        |
| 63  | Masa Saito e Kinji Shibuya                | 2     | 27 agosto 1971    | 14     | Los Angeles, California    | House show | |        |
| 64  | Black Gordman (10) e Goliath (5)          | 5     | 10 settembre 1971 | 33     | Los Angeles, California    | House show | |        |
| 65  | Salvador Lothario e Pantera Negra (4)     | 1     | 13 ottobre 1971   | 37     | Los Angeles, California    | House show | |        |
| 66  | Masa Saito e Kinji Shibuya                | 3     | 19 novembre 1971  | 18     | Los Angeles, California    | House show | |        |
| 67  | Earl Maynard (2) e Frankie Laine          | 1     | 7 dicembre 1971   | 7      | San Diego, California      | House show | |        |
| 68  | Masa Saito e Kinji Shibuya                | 4     | 14 dicembre 1971  | 45     | San Diego, California      | House show | |        |
| 69  | Dory Dixon e Earl Maynard (3)             | 1     | 28 gennaio 1972   | 33     | Los Angeles, California    | House show | |        |
| 70  | Goliath (6) e Kinji Shibuya (5)           | 1     | 1 marzo 1972      | 48     | Los Angeles, California    | House show | |        |
| 71  | Dory Dixon (2) e Raul Mata                | 1     | 18 aprile 1972    | 7      | Costa Mesa, California     | House show | |        |
| 72  | Killer Kowalski e Kinji Shibuya (6)       | 1     | 25 aprile 1972    | 10     | Costa Mesa, California     | House show | |        |
| 73  | Raul Mata (2) e Ray Mendoza (2)           | 1     | 5 maggio 1972     | --     | Los Angeles, California    | House show | | [ 6 ]  |
| 74  | Raul Mata (3) e Salvador Lothario         | 1     | giugno 1972       | --     | --                         | House show | |        |
| 75  | Masa Saito (5) e Kinji Shibuya (7)        | 5     | 30 giugno 1972    | 61     | Los Angeles, California    | House show | |        |
| 76  | Eric Froelich e Reuben Juarez             | 1     | 30 agosto 1972    | 15     | Los Angeles, California    | House show | |        |
| —   | Vacante                                   | —     | 14 settembre 1972 | —      | —                          | —          | Il titolo fu reso vacante in seguito ad un finale controverso di un incontro titolato contro Rocky Montero e Jan Madrid.                             |        |
| 77  | Eric Froelich e Reuben Juarez             | 2     | 21 settembre 1972 | 50     | Bakersfield, California    | House show | Vincendo uno spareggio per il titolo vacante. |        |
| 78  | Black Gordman (11) e Goliath (7)          | 6     | 10 novembre 1972  | 91     | Los Angeles, California    | House show | |        |
| 79  | Raul Mata (4) e David Morgan              | 1     | 9 febbraio 1973   | 61     | Los Angeles, California    | House show | |        |
| 80  | Ripper Collins e Gordon Nelson            | 1     | 11 aprile 1973    | 23     | Los Angeles, California    | House show | |        |
| 81  | Ray Mendoza (3) e Raul Reyes              | 1     | 4 maggio 1973     | 14     | Los Angeles, California    | House show | |        |
| 82  | Black Gordman (12) e Goliath (8)          | 7     | 18 maggio 1973    | 12     | Los Angeles, California    | House show | |        |
| 83  | Ray Mendoza (4) e Raul Reyes (2)          | 2     | 30 maggio 1973    | 2      | San Bernardino, California | House show | |        |
| 84  | Black Gordman (13) e Goliath (9)          | 8     | 1 giugno 1973     | 42     | Los Angeles, California    | House show | | [ 7 ]  |
| 85  | Raul Reyes (3) e Victor Rivera (3)        | 1     | 13 luglio 1973    | 33     | Los Angeles, California    | House show | |        |
| 86  | Pak Song e Mr. Wrestling                  | 1     | 15 agosto 1973    | 9      | Los Angeles, California    | House show | |        |
| 87  | Raul Reyes (4) e Reuben Juarez (3)        | 1     | 24 agosto 1973    | --     | Los Angeles, California    | House show | |        |
| 88  | Colosso Colosetti e Great Yamamoto        | 1     | ottobre 1973      | --     | --                         | House show | |        |
| 89  | Raul Reyes (5) e Raul Mata (5)            | 1     | 27 ottobre 1973   | 41     | Los Angeles, California    | House show | |        |
| 90  | Dr e Mr. Wrestling (2)                    | 1     | 7 dicembre 1973   | 14     | Los Angeles, California    | House show | |        |
| 91  | Raul Mata (6) e Victor Rivera (4)         | 1     | 21 dicembre 1973  | 28     | Los Angeles, California    | House show | |        |
| 92  | Black Gordman (14) e Goliath (10)         | 9     | 18 gennaio 1974   | 187    | Los Angeles, California    | House show | |        |
| 93  | Porkchop Cash e Manny Soto                | 1     | 24 luglio 1974    | 37     | Los Angeles, California    | House show | |        |
| 94  | Angel Blanco e Dr. Wagner                 | 1     | 30 agosto 1974    | 1      | Los Angeles, California    | House show | |        |
| 95  | Butcher Brannigan e Mountain Man Mike     | 1     | 31 agosto 1974    | 14     | Los Angeles, California    | House show | |        |
| 96  | Porchop Cash (2) e Victor Rivera (5)      | 1     | 14 settembre 1974 | 28     | Los Angeles, California    | House show | |        |
| 97  | Otto Von Heller e Kurt Von Hess           | 1     | 12 ottobre 1974   | 7      | Los Angeles, California    | House show | |        |
| —   | Vacante                                   | —     | 19 ottobre 1974   | —      | —                          | —          | Il titolo fu reso vacante per motivi non noti. |        |
| 98  | Dino Bravo e Victor Rivera (6)            | 1     | 25 ottobre 1974   | 42     | Los Angeles, California    | House show | In uno spareggio per riassegnare il titolo vacante contro Raul Reyes e Tony Rocco.                                                                   |        |
| 99  | Jerry Brown e Buddy Roberts               | 1     | 6 dicembre 1974   | 42     | Los Angeles, California    | House show | Sconfiggendo Rivera e Louie Tillet, che sostituiva Bravo impegnato in un incontro per l'NWA Americas Heavyweight Championship.                       |        |
| 100 | Porchop Cash (3) e S.D. Jones             | 1     | 17 gennaio 1975   | 7      | Los Angeles, California    | House show | |        |
| 101 | Jerry Brown e Buddy Roberts               | 2     | 24 gennaio 1975   | 35     | Los Angeles, California    | House show | |        |
| 102 | Louie Tillet e John Tolos (3)             | 1     | 28 febbraio 1975  | 22     | Los Angeles, California    | House show | |        |
| 103 | Jerry Brown e Buddy Roberts               | 3     | 22 marzo 1975     | 83     | Los Angeles, California    | House show | |        |
| 104 | Black Gordman (15) e Goliath (11)         | 10    | 13 giugno 1975    | 42     | Los Angeles, California    | House show | |        |
| 105 | Jerry Brown e Buddy Roberts               | 4     | 25 luglio 1975    | 14     | Los Angeles, California    | House show | |        |
| 106 | Black Gordman (16) e Goliath (12)         | 11    | 8 agosto 1975     | 14     | Los Angeles, California    | House show | |        |
| 107 | Chavo Guerrero e Raul Mata (7)            | 1     | 22 agosto 1975    | 21     | Los Angeles, California    | House show | |        |
| 108 | The Infernos                              | 1     | 12 settembre 1975 | 21     | Los Angeles, California    | House show | |        |
| 109 | Chavo Guerrero (2) e Raul Mata (8)        | 2     | 3 ottobre 1975    | 26     | Los Angeles, California    | House show | |        |
| 110 | The Infernos                              | 2     | 29 ottobre 1975   | 34     | Los Angeles, California    | House show | |        |
| 111 | Black Gordman (17) e Goliath (13)         | 12    | 2 dicembre 1975   | 7      | San Diego, California      | House show | |        |
| 112 | Mickey Doyle e Mando Lopez                | 1     | 9 dicembre 1975   | 7      | Los Angeles, California    | House show | |        |
| 113 | Rocky Riddle e John Tolos (4)             | 1     | 16 dicembre 1975  | 14     | Los Angeles, California    | House show | |        |
| 114 | Black Gordman (18) e Goliath (14)         | 13    | 30 dicembre 1975  | 45     | Los Angeles, California    | House show | |        |
| 115 | Chavo Guerrero (3) e John Tolos (5)       | 1     | 13 febbraio 1976  | 1      | Los Angeles, California    | House show | |        |
| 116 | Karl Von Brauner e Senor X                | 1     | 14 febbraio 1976  | 13     | Los Angeles, California    | House show | |        |
| 117 | Chavo Guerrero (4) e Gory Guerrero        | 1     | 27 febbraio 1976  | 1      | Los Angeles, California    | House show | | [ 2 ]  |
| 118 | Roddy Piper e Crusher Verdu               | 1     | 28 febbraio 1976  | 145    | Los Angeles, California    | House show | | [ 8 ]  |
| 119 | Crusher Verdu (2) e Frank Monte           | 1     | 22 luglio 1976    | 15     | Los Angeles, California    | House show | |        |
| 120 | Butcher Vachon e Chavo Guerrero (5)       | 1     | 6 agosto 1976     | 7      | Los Angeles, California    | House show | |        |
| 121 | Porkchop Cash (4) e Frank Monte (2)       | 1     | 13 agosto 1976    | 8      | Los Angeles, California    | House show | |        |
| 122 | Scorpion I e Scorpion II (6)              | 1     | 21 agosto 1976    | 34     | San Bernardino, California | House show | Scorpion II era già stato campione con il nome di Raul Reyes                                                                                         |        |
| 123 | Carlos e Raul Mata (9)                    | 1     | 24 settembre 1976 | 35     | Los Angeles, California    | House show | |        |
| 124 | The Hangman e Roddy Piper (2)             | 1     | 29 ottobre 1976   | 84     | Los Angeles, California    | House show | |        |
| 125 | Cien Caras e Victor Rivera (7)            | 1     | 21 gennaio 1977   | 21     | Los Angeles, California    | House show | |        |
| 126 | Yasu Fuji e Toru Tanaka                   | 1     | 11 febbraio 1977  | 19     | Los Angeles, California    | House show | |        |
| 127 | Victor Rivera (8) e Terry Sawyer          | 1     | 2 marzo 1977      | 2      | Los Angeles, California    | House show | |        |
| 128 | Black Gordman (19) e Goliath (15)         | 14    | 4 marzo 1977      | 14     | Los Angeles, California    | House show | |        |
| 129 | Chavo Guerrero (6) e Victor Rivera (9)    | 1     | 18 marzo 1977     | --     | Los Angeles, California    | House show | |        |
| 130 | Keith Franks e Black Gordman (20)         | 1     | aprile 1977       | --     | Los Angeles, California    | House show | |        |
| 131 | Mando Guerrero e Tom Jones                | 1     | 25 aprile 1977    | 88     | Los Angeles, California    | House show | |        |
| 132 | Keith Franks (2) e Roddy Piper (3)        | 1     | 22 luglio 1977    | 7      | Los Angeles, California    | House show | |        |
| 133 | Mando Guerrero e Tom Jones                | 2     | 29 luglio 1977    | 21     | Los Angeles, California    | House show | |        |
| 134 | Black Gordman (21) e Goliath (16)         | 15    | 19 agosto 1977    | 30     | Los Angeles, California    | House show | |        |
| 135 | Tom Jones (3) e S.D. Jones (2)            | 1     | 18 settembre 1977 | 5      | Los Angeles, California    | House show | |        |
| 136 | Black Gordman (22) e Goliath (17)         | 16    | 23 settembre 1977 | 28     | Los Angeles, California    | House show | |        |
| 137 | Texas Red e Victor Rivera (10)            | 1     | 21 ottobre 1977   | 7      | Los Angeles, California    | House show | |        |
| 138 | Black Gordman (23) e Goliath (18)         | 17    | 28 ottobre 1977   | --     | Los Angeles, California    | House show | |        |
| 139 | Chavo Guerrero (7) e Roddy Piper (4)      | 1     | 1977              | --     | Los Angeles, California    | House show | |        |
| 140 | Black Gordman (24) e Goliath (19)         | 18    | 2 novembre 1977   | 6      | Los Angeles, California    | House show | |        |
| 141 | Tom Jones (4) e S.D. Jones (3)            | 2     | 8 novembre 1977   | 1      | Los Angeles, California    | House show | |        |
| 142 | Black Gordman (25) e Goliath (20)         | 19    | 9 novembre 1977   | 65     | San Diego, California      | House show | |        |
| 143 | Chavo Guerrero (8) e Héctor Guerrero      | 1     | 13 gennaio 1978   | 23     | Los Angeles, California    | House show | |        |
| 144 | Ron Bass e Hiro Ota (2)                   | 1     | 5 febbraio 1978   | 19     | Los Angeles, California    | House show | |        |
| 145 | Chavo Guerrero (9) e El Halcòn            | 1     | 24 febbraio 1978  | 14     | Los Angeles, California    | House show | |        |
| 146 | Ron Bass (2) e Moondog Lonnie Mayne       | 1     | 10 marzo 1978     | 21     | Los Angeles, California    | House show | |        |
| 147 | Black Gordman (26) e Chavo Guerrero (10)  | 1     | 31 marzo 1978     | 21     | Los Angeles, California    | House show | |        |
| 148 | Ron Bass (3) e Roddy Piper (5)            | 1     | 21 aprile 1978    | 35     | Los Angeles, California    | House show | |        |
| 149 | Black Gordman (27) e Hector Guerrero (2)  | 1     | 26 maggio 1978    | 28     | Los Angeles, California    | House show | | [ 9 ]  |
| 150 | Pak Choo e Masao Ito                      | 1     | 23 giugno 1978    | 49     | Los Angeles, California    | House show | |        |
| 151 | Black Gordman (28) e Ryuma Go             | 1     | 11 agosto 1978    | 21     | Los Angeles, California    | House show | |        |
| 152 | Pak Choo (2) e Roddy Piper (6)            | 1     | 1 settembre 1978  | --     | Los Angeles, California    | House show | |        |
| 153 | The Twin Devils                           | 1     | 1978              | --     | --                         | House show | |        |
| 154 | Black Gordman (29) e Goliath (21)         | 20    | 17 novembre 1978  | 21     | Los Angeles, California    | House show | |        |
| 155 | The Twin Devils                           | 2     | 8 dicembre 1978   | 56     | --                         | House show | |        |
| 156 | Chavo Guerrero (11) e Tatsumi Fujinami    | 1     | 2 febbraio 1979   | 7      | Los Angeles, California    | House show | |        |
| 157 | The Twin Devils                           | 3     | 9 febbraio 1979   | 91     | Los Angeles, California    | House show | |        |
| 158 | Hector Guerrero (3) e Barry Orton         | 1     | 11 maggio 1979    | 7      | Los Angeles, California    | House show | |        |
| 159 | Jonathan Boyd e Coloso Colosetti (2)      | 1     | 18 maggio 1979    | 1      | Los Angeles, California    | House show | |        |
| 160 | The Twin Devils                           | 4     | 19 maggio 1979    | 32     | Fresno, California         | House show | |        |
| 161 | Ricky Gibson e Robert Gibson              | 1     | 20 giugno 1979    | 8      | Los Angeles, California    | House show | |        |
| 162 | The Twin Devils                           | 5     | 28 giugno 1979    | 1      | Los Angeles, California    | House show | |        |
| 163 | Hector Guerrero (4) e Mando Guerrero (3)  | 1     | 29 giugno 1979    | 7      | Los Angeles, California    | House show | |        |
| 164 | The Twin Devils                           | 6     | 6 luglio 1979     | --     | Bakersfield, California    | House show | |        |
| 165 | Hector Guerrero (5) e Mando Guerrero (4)  | 1     | luglio 1979       | --     | --                         | House show | |        |
| 166 | Leroy Brown e Allen Coage                 | 1     | 4 agosto 1979     | 27     | Los Angeles, California    | House show | |        |
| 167 | Mando Guerrero (5) e Carlos Mata (2)      | 1     | 31 agosto 1979    | 28     | Los Angeles, California    | House show | |        |
| 168 | The Twin Devils                           | 7     | 28 settembre 1979 | 14     | Los Angeles, California    | House show | |        |
| 169 | Allen Coage (2) e Victor Rivera (11)      | 1     | 12 ottobre 1979   | 14     | Los Angeles, California    | House show | |        |
| 170 | Chavo Guerrero (12) e Al Madril           | 1     | 26 ottobre 1979   | 7      | Los Angeles, California    | House show | |        |
| 171 | Allen Coage (3) e Victor Rivera (12)      | 2     | 2 novembre 1979   | 43     | Los Angeles, California    | House show | |        |
| 172 | Mando Guerrero (6) e Al Madril (2)        | 1     | 15 dicembre 1979  | 48     | Los Angeles, California    | House show | |        |
| 173 | Jack Evans e Ray Evans                    | 1     | 1 febbraio 1980   | --     | Los Angeles, California    | House show | |        |
| —   | Vacante                                   | —     | febbraio 1980     | —      | —                          | —          | Il titolo fu reso vacante per motivi non noti. |        |
| 174 | Jon Davidson e Rick Davidson              | 1     | 27 febbraio 1980  | --     | Los Angeles, California    | House show | In uno spareggio per riassegnare il titolo contro Chris Adams e Tom Prichard.                                                                        |        |
| —   | Vacante                                   | —     | marzo 1980        | —      | —                          | —          | Il titolo fu reso vacante per motivi non noti. |        |
| 175 | Jack Evans e Ray Evans                    | 2     | 30 marzo 1980     | 1      | Los Angeles, California    | House show | |        |
| 176 | Apolo Jalisco e Tom Prichard              | 1     | 31 marzo 1980     | --     | Bakersfield, California    | House show | |        |
| 177 | Al Madril (3) e Chief Running Hill        | 1     | aprile 1980       | --     | --                         | House show | |        |
| 178 | The Hood e The Spoiler                    | 1     | 11 aprile 1980    | --     | Los Angeles, California    | House show | |        |
| 179 | Apolo Jalisco e Tom Prichard              | 2     | aprile 1980       | --     | Los Angeles, California    | House show | |        |
| 180 | Jack Evans (3) e Pampero Firpo            | 1     | 25 aprile 1980    | 19     | Los Angeles, California    | House show | |        |
| 181 | Al Madril (4) e Tom Prichard (3)          | 1     | 14 maggio 1980    | 2      | Los Angeles, California    | House show | |        |
| 182 | Ox Baker e Enforcer Luciano               | 1     | 16 maggio 1980    | --     | Los Angeles, California    | House show | |        |
| 183 | Al Madril (5) e Tom Prichard (4)          | 2     | 1980              | --     | --                         | House show | |        |
| 184 | The Assassin (3) e John Tolos (6)         | 1     | 12 dicembre 1980  | --     | --                         | House show | |        |
| —   | Vacante                                   | —     | 1981              | —      | —                          | —          | Il titolo fu reso vacante per motivi non noti. |        |
| 185 | Chris Adams e Tom Prichard (5)            | 1     | 13 febbraio 1981  | 28     | Los Angeles, California    | House show | In uno spareggio per riassegnare il titolo contro El Mongol e Mike Masters.                                                                          |        |
| 186 | Jon Davidson e Rick Davidson              | 2     | 13 marzo 1981     | 53     | Los Angeles, California    | House show | |        |
| 187 | Salvatore Bellomo e Victor Rivera (13)    | 1     | 5 maggio 1981     | --     | San Jose, California       | House show | |        |
| 188 | Jon Davidson e Rick Davidson              | 3     | 1981              | --     | --                         | House show | |        |
| 189 | Chino Chou e Gene LeBell                  | 1     | 24 luglio 1981    | --     | Los Angeles, California    | House show | |        |
| 190 | Jon Davidson e Rick Davidson              | 4     | 1981              | --     | --                         | House show | |        |
| 191 | Joel Valenzuela e Mario Valenzuela        | 1     | 1981              | --     | --                         | House show | |        |
| 192 | Jon Davidson e Rick Davidson              | 5     | 1981              | --     | --                         | House show | |        |
| 193 | Chino Chou (2) e The Kiss                 | 1     | 1981              | --     | --                         | House show | |        |
| 194 | Brazo de Oro e Brazo de Plata             | 1     | 7 novembre 1981   | --     | Los Angeles, California    | House show | |        |
| 195 | Carlos Mata (3) e The Kiss (2)            | 1     | novembre 1981     | --     | --                         | House show | |        |
| 196 | Black Gordman (30) e Goliath (22)         | 21    | 6 dicembre 1981   | 63     | Los Angeles, California    | House show | |        |
| 197 | Carlos Mata (4) e The Kiss (3)            | 2     | 7 febbraio 1982   | 5      | Los Angeles, California    | House show | |        |
| 198 | Scorpion I (2) e Scorpion II (7)          | 2     | 12 febbraio 1982  | --     | Los Angeles, California    | House show | | [ 10 ] |
| 199 | Killer Kim e Bobby Lane                   | 1     | aprile 1982       | --     | --                         | House show | |        |
| 200 | Chris Adams (2) e Ringo Rigby             | 1     | 4 aprile 1982     | 33     | Los Angeles, California    | House show | |        |
| 201 | Timothy Flowers e Adrian Street           | 1     | 7 maggio 1982     | 56     | Los Angeles, California    | House show | | [ 11 ] |
| 202 | Black Gordman (31) e Goliath (23)         | 22    | 2 luglio 1982     | --     | Los Angeles, California    | House show | |        |
| 203 | Ryuma Go (2) e Rusher Kimura              | 1     | 1982              | --     | Las Vegas, Nevada          | House show | |        |
| 204 | Hector Guerrero (6) e Mando Guerrero (6)  | 3     | 9 luglio 1982     | --     | Los Angeles, California    | House show | |        |
| 205 | Timothy Flowers e Adrian Street           | 2     | agosto 1982       | --     | --                         | House show | |        |
| 206 | Chico Flores e Russo Flores               | 1     | 1982              | --     | --                         | House show | |        |
| 207 | Hector Guerrero (7) e Mando Guerrero (7)  | 4     | 1982              | --     | --                         | House show | |        |
| 208 | Black Gordman (32) e Master Lee           | 1     | 12 novembre 1982  | --     | Los Angeles, California    | House show | |        |
| —   | Disattivato                               | —     | 1981              | —      | —                          | —          | Il titolo fu disattivato con la chiusura del territorio.                                                                                             |        |